# 이 아가타
이 아가타(李亞加大, 1824년 ~ 1840년 1월 9일)는 조선의 천주교 박해 때에 순교한 한국 천주교의 103위 성인 중에 한 사람이다. 세례명은 아가타(Agatha)이다.
그녀는 순교자 이광헌 아우구스티노와 순교자 권희 바르바라의 딸이다.

## 생애
이 아가타는 이광헌과 권희의 딸로 태어나 부모의 신앙을 본받아 열심한 천주교 신자로 살았다. 그녀는 또한 동정을 결심하고 지켰다.
이 아가타는 16세이던 1839년 4월 8일에 그녀의 아버지 이광헌 아우구스티노와 어머니 권희 바르바라 그리고 남동생 이 다미아노와 함께 투옥되었다.
이 이가타는 반복적으로 심문과 고문을 받았다. 포장은 처음에 그녀가 배교토록 설득했지만, 듣지 않자, 그녀에게 폭력을 행사했다. 그는 폭력도 아무 소용이 없음에 놀랐다. 어린 이 아가타는 온갖 협박과 고문을 용감히 견뎌냈는데, 그녀 주위의 사람들은 그러한 하느님의 은총을 좀처럼 믿지 못하였다.
마치 야수와 같은 형졸들 사이에서도 그녀의 처녀성을 지킬수 수 있었다는 것은 기적이었다. 형졸들은 그녀의 부모가 배교하여 석방되었다고 그녀에게 거짓말을 했다. 그러나, 그녀는 자신과 동생을 대표하여 이렇게 말하였다. "제 부모가 배교하셨든지 안 하셨든지 간에, 저희와는 상관 없습니다. 저희는 절대로 하느님을 부정할 수 없습니다."
이 아가타는 300 여대의 장형과 90여대의 태형을 받았다. 배고픔과 목마름 그리고 질병 등의 고통도 그녀의 용기를 꺾을 수 없었다. 그녀는 고통 받는 내내 1839년 5월 24일과 9월 3일에 각각 참수되어 순교한 그녀의 부모를 생각했다. 이 아가타는 6개월 간의 수감 생활 끝에, 1840년 1월 9일 17세의 나이로 한양의 포청옥에서 김 테레사와 함께 교수형을 받아 순교하였다.

## 시복 · 시성
이 아가타는 1925년 7월 5일에 로마 성 베드로 광장에서 교황 비오 11세가 집전한 79위 시복식을 통해 복자 품에 올랐고, 1984년 5월 6일에 서울특별시 여의도에서 한국 천주교 창립 200주년을 기념하여 방한한 교황 요한 바오로 2세가 집전한 미사 중에 이뤄진 103위 시성식을 통해 성인 품에 올랐다.

## 참고 문헌
- 이아가다1
- Catholic Bishop's Conference Of Korea. 103 Martryr Saints: 이 아가타 Agatha Yi 보관됨 2014-12-02 - 웨이백 머신